# Il mio posto è qui
Il mio posto è qui è un film del 2024 scritto e diretto da Daniela Porto e Cristiano Bortone, ispirato all'omonimo romanzo della stessa Porto.
Il film è stato presentato in gara alla 15ª edizione del Bari International Film Festival, in cui ha vinto il premio alla miglior regia e alla miglior attrice per l'interpretazione di Ludovica Martino. Il film è stato accolto positivamente dalla critica cinematografica, che l'ha associato per il periodo storico e le tematiche trattate a C'è ancora domani di Paola Cortellesi.

## Trama
Calabria, 1946. In un’Italia che si sta appena rialzando dalla guerra ma resta ancora profondamente legata a rigide convenzioni sociali e religiose, Marta, una giovane donna, si ritrova incinta fuori dal matrimonio dopo la morte del fidanzato al fronte. In un contesto rurale dove l’onore familiare conta più della verità, la sua gravidanza viene considerata una vergogna da cancellare.
La famiglia, per salvare le apparenze, le impone un matrimonio riparatore con un uomo molto più grande di lei. Marta non ha voce in capitolo: il suo destino sembra già scritto. Ma quando entra in contatto con Lorenzo, un uomo colto, sensibile e omosessuale che lavora come sacrestano nella parrocchia del paese, qualcosa cambia. Anche Lorenzo è un escluso: la sua identità è tollerata solo finché resta nascosta. Tra Marta e Lorenzo nasce un legame sincero e profondo, fatto di fiducia, empatia e desiderio di riscatto. Lorenzo la incoraggia a studiare, a credere in sé stessa, a immaginare una vita diversa da quella che le vogliono imporre. La introduce a nuovi mondi – tra cui il Partito Comunista, che promuove corsi per dattilografe – e la spinge a non rinunciare alla propria dignità.
Nel momento decisivo, Marta prende una scelta radicale per una donna dell’epoca: rifiuta il matrimonio riparatore e decide di crescere da sola suo figlio, che chiamerà Michelangelo. Lo fa consapevole del peso sociale di quella scelta, ma anche della forza nuova che ha trovato dentro di sé. La sua decisione è un atto di ribellione, ma anche di profondo amore per la vita che porta in grembo.

## Produzione
Successivamente alla pubblicazione del romanzo Il mio posto è qui, Daniela Porto ha deciso di attuare la trasposizione cinematografica con il marito Cristiano Bortone. In un'intervista rilasciata a Ciak Bortone ha raccontato la scelta di realizzare il film basato sul film:
La storia narrata è ambientata in Calabria, regione in cui è stato girato il film nel marzo 2023, in particolar modo nel comune di Gerace, mentre le scene degli interni sono stati girati in Puglia, nello specifico a Fasano e Gioia del Colle. Il film è stato prodotto da Orisa Produzioni e Goldkind Filmproduktion.

## Promozione
Il primo trailer è stato diffuso il 14 marzo 2024.

## Distribuzione
Il film è stato presentato in anteprima assoluta al Bari International Film Festival il 23 marzo 2024, prima di essere distribuito nelle sale cinematografiche a partire dal 9 maggio seguente.

## Accoglienza
Il film è stato accolto positivamente dalla critica cinematografica italiana, che ne ha apprezzato la capacità sia della regia che della sceneggiatura di raccontare la situazione dell'Italia meridionale del secondo dopoguerra, ponendo attenzione alla figura della donna e degli omosessuali. Sono state inoltre apprezzate le interpretazioni di Ludovica Martino e Marco Leonardi.
Giancarlo Zappoli di MYmovies.it assegna al film 3,5 stelle su 5, scrivendo che «non fa sconti a nessuno» sia riguardo all'emancipazione femminile che alle scelte politiche italiane postbelliche, associando il film a Tutti pazzi per Rose di Régis Roinsard.Carola Proto di Comingsoon.it riporta che appare piuttosto chiaro l’intento dei registi che «attraverso l'emancipazione di una ragazza madre, parlano del nostro presente, e quindi di femminicidio, violenza fisica e verbale e violenza sessuale», mostrando tuttavia non un sud Italia «oleografico». La giornalista si sofferma sulla scena legata agli omosessuali, «caratterizzata da una luce morbida e calda» la quale suggerisce «l'assenza di giudizio e quindi la possibilità di essere felici».
Giulia Lucchini del Cinematografo si sofferma sulla performance attoriale di Ludovica Martino, scrivendo che «si conferma qui di essere una giovane attrice assai talentuosa». Lucchini associa il personaggio dell'attrice a Delia interpretata da Paola Cortellesi in C'è ancora domani, poiché «l’una di Roma, l’altra della sperduta Calabria, ma entrambe appartenenti all’Italia del dopoguerra, ci mostra il ritratto di un'altra donna in lotta per i propri diritti e con il voto per la prima volta all’orizzonte».

## Riconoscimenti
- Nastro d'argento[12]
  - 2024 – Premio Nuovo Imaie a Ludovica Martino
  - 2024 – Premio Nuovo Imaie a Marco Leonardi
- Bari International Film Festival[13]
  - 2024 – Premio Giuliano Montaldo alla miglior regia a Daniela Porto e Cristiano Bortone
  - 2024 – Premio Mariangela Melato alla miglior attrice a Ludovica Martino